# Гомис, Роже
Роже Гомис (фр. Roger Gomis; род. 20 марта 1995, Зигиншор) — сенегальский футболист, полузащитник.

## Карьера игрока

### Клубная
Гомис — воспитанник сенегальских футбольных клубов «АСК Егго» и «ЮС Горе». В сезоне 2014/15 провёл 7 матчей в любительском чемпионате Франции, играя за команду «Луан-Кюизо». 27 марта 2017 года подписал контракт с украинским клубом «Мариуполь». Помог команде выиграть первую лигу Украины, сыграв в 4 матчах, а 5 августа 2017 года в матче против донецкого «Шахтёра» дебютировал в чемпионате Украины. По окончании сезона 2017/18 покинул стан «Мариуполя».

### Национальная сборная
Гомис играл за различные молодёжные сборные Сенегала. В 2015 году в составе сборной Сенегала до 20 лет занял 4 место на чемпионате мира в этой возрастной категории, на этом турнире он сыграл в 6 матчах.

## Достижения
«Мариуполь»
- Победитель Первой лиги Украины: 2016/17